# Nathy Peluso
Natalia Beatriz Dora Peluso (Luján, 12 de janeiro de 1995), mais conhecida pelo seu nome artístico Nathy Peluso, é uma cantora, compositora e produtora argentina.

## Início de vida
Peluso nasceu em 1995 na Argentina. Ela nasceu em Luján, no interior da província de Buenos Aires, mas foi criada no bairro de Saavedra, na Região Norte da Capital Federal argentina. Enquanto crescia, ela ouvia uma variedade de artistas como Ella Fitzgerald e Ray Charles, assim como os representantes da música popular sul-americana como João Gilberto, Ray Barretto e Atahualpa Yupanqui. Em 2005, ela imigrou para a Espanha com sua família. Primeiramente, ela residiu em Alicante. Aos 16 anos, ela começou a se apresentar em hotéis e restaurantes em Torrevieja, principalmente com canções clássicas de Frank Sinatra, Etta James e Nina Simone. Quando adolescente, ela começou a publicar covers em seu canal no YouTube. Pouco tempo depois, ela se mudou para Múrcia, onde entrou na universidade local da cidade para estudar Comunicação Audiovisual. Após sair do programa de graduação, ela se mudou para Madrid para estudar Belas Artes na Universidade Rey Juan Carlos. Ela se especializou em Pedagogia de Artes Visuais e Dança. Enquanto estudava, trabalhou na indústria hoteleira como garçonete na VIPS e na Domino's Pizza, entre outras.

## Carreira

### 2017-2019:EsmeraldaeLa Sandunguera
Em outubro de 2017, Peluso lançou, de forma independente, uma mixtape de sete faixas intitulada Esmeralda. A mixtape despertou o interesse de muitos críticos musicais e revistas independentes como Mondo Sonoro e Rockdelux. Após lançar o single "Corashe" em novembro de 2017, em abril de 2018, ela lançou o seu primeiro EP, La Sandunguera, com a Everlasting Records, que gerou os singles "La Sandunguera" e "Estoy Triste".  No mesmo mês, iniciou a sua primeira turnê como artista principal, a La Sandunguera Tour, que lhe possibilitou a se apresentar em países da Europa, América do Sul e América do Norte. Ela foi indicada ao Premios a la Musica Independiente em Canção do Ano e Melhor Vídeo Musical por "La Sandunguera". Em 2019, ela lançou o seu livro de estréia, "Deja Que te Combata", uma compilação de seus pensamentos, reflexões, histórias e projetos passados e futuros. No mesmo ano, ela continuou promovendo-se através de novos lançamentos como "Natikillah" e participações em grandes festivais como Primavera Sound. Ela também fez parceria com a Samsung para fazer parte de sua campanha Somos Smart Girl ao lado de Blanca Suárez, Sandra Barneda e Carolina Marín. Em dezembro de 2019, Peluso assinou um contrato com a Sony Music Espanha. Seu primeiro lançamento com a gravadora foi o single "Copa Glasé", uma homenagem às canções natalinas de Nina Simone e às big bands de jazz.

### 2020-presente:Calambre
Em 2020, ela chamou a atenção do público após a concorrente do Operación Triunfo Anaju cantar "La Sandunguera" em horário nobre para continuar participando do reality. Depois disso, Peluso foi convidada para o programa no Dia Internacional da Mulher para apresentar o single "Business Woman", definido como um hino feminista. Durante o ápice da pandemia de COVID-19, Peluso lançou uma colaboração com o cantor Rels B intitulada "No Se Perdona", que obteve um ótimo desempenho comercial. Outro single, "Buenos Aires", foi lançado um pouco tempo depois. A canção foi aclamada pela crítica por sua mensagem e som e recebeu uma indicação ao Grammy Latino em Melhor Canção Alternativa. Nathy também foi indicada ao Prêmios Gardel e ao Grammy Latino na categoria de Melhor Novo Artista. Em setembro, ela lançou "Sana Sana" como o terceiro single de seu primeiro álbum. Antes de lançar o álbum, sua apresentação de "Sana Sana" na plataforma musical alemã Colors "que apresenta talentos excepcionais de todo o mundo" foi viral no Twitter, alcançando cerca de doze milhões de visualizações. Em outubro, foi lançado o seu álbum de estreia intitulado Calambre. O álbum contém canções de diversos estilos como hip hop, trap, R&B, reggaeton, salsa e tango. Em novembro, ela se apresentou na 21ª cerimônia do Grammy Latino, interpretando a canção "Buenos Aires" ao lado de Fito Paéz. No dia 27 do mesmo mês, ela se juntou ao produtor musical argentino Bizarrap em seu projeto musical Music Sessions. A música alcançou o 1º lugar na lista nacional e o 4º na lista geral da Billboard Hot 100 Argentina, sendo a primeira entrada da cantora na parada.

## Discografia

### Álbuns de estúdio
| Álbum                                                                          | Detalhes                                                                                           | Melhores posições |
| Álbum                                                                          | Detalhes                                                                                           | ESP               |
| ------------------------------------------------------------------------------ | -------------------------------------------------------------------------------------------------- | ----------------- |
| Calambre                                                                       | - Lançamento: 2 de outubro de 2020 - Formato(s): CD, download digital, streaming - Gravadora: Sony | 5                 |
| "—" denota títulos que não entraram nas paradas ou não foram lançados no país. | |                   |

### Mixtape
| Álbum     | Detalhes                                                                                                |
| --------- | --- |
| Esmeralda | - Lançamento: 5 de outubro de 2017 - Formatos: Download digital, streaming - Gravadora: Guayaba Records |

### EP
| Álbum                                                                          | Detalhes | Melhores posições |
| Álbum                                                                          | Detalhes | ESP               |
| ------------------------------------------------------------------------------ | --- | ----------------- |
| La Sandunguera                                                                 | - Lançamento: 6 de abril de 2018 - Formato(s): CD, download digital, streaming - Gravadora: Everlasting Records | 28                |
| "—" denota títulos que não entraram nas paradas ou não foram lançados no país. | |                   |

### Singles
| Canção                                                                         | Ano  | Melhores posições | Melhores posições | Melhores posições | Álbum                     |
| Canção                                                                         | Ano  | ARG               | ESP               | EUA               | Álbum                     |
| ------------------------------------------------------------------------------ | ---- | ----------------- | ----------------- | ----------------- | ------------------------- |
| "Corashe"                                                                      | 2017 | —                 | —                 | —                 | Adicionado à nenhum álbum |
| "La Sandunguera"                                                               | 2018 | —                 | —                 | —                 | La Sandunguera            |
| "Estoy Triste"                                                                 | 2018 | —                 | —                 | —                 | La Sandunguera            |
| "Natikillah"                                                                   | 2019 | —                 | —                 | —                 | Adicionado à nenhum álbum |
| "Copa Glasé"                                                                   | 2019 | —                 | —                 | —                 | Adicionado à nenhum álbum |
| "Business Woman"                                                               | 2020 | —                 | —                 | —                 | Calambre                  |
| "No Se Perdona" (com Rels B)                                                   | 2020 | —                 | 64                | —                 | Adicionado à nenhum álbum |
| "Buenos Aires"                                                                 | 2020 | —                 | —                 | —                 | Calambre                  |
| "Sana Sana"                                                                    | 2020 | —                 | —                 | —                 | Calambre                  |
| "Nathy Peluso: Bzrp Music Sessions Vol. 36" (com Bizarrap)                     | 2020 | 4                 | 11                | —                 | Adicionado à nenhum álbum |
| "—" denota títulos que não entraram nas paradas ou não foram lançados no país. |      |                   |                   |                   |                           |

## Prêmios e indicações
| Ano  | Prêmio                              | Categoria                     | Trabalho indicado | Resultado |
| ---- | ----------------------------------- | ----------------------------- | ----------------- | --------- |
| 2019 | Premios a la Musica Independiente   | Canción del Año               | "La Sandunguera"  | Indicada  |
| 2019 | Premios a la Musica Independiente   | Mejor Videoclip               | "La Sandunguera"  | Indicada  |
| 2019 | Latin Alternative Music Conference  | Discovery Artist              | Ela mesma         | Venceu    |
| 2020 | Prêmios Gardel                      | Mejor Nuevo Artista           | Ela mesma         | Indicada  |
| 2020 | Grammy Latino                       | Mejor Nuevo Artista           | Ela mesma         | Indicada  |
| 2020 | Grammy Latino                       | Mejor Canción Alternativa     | "Buenos Aires"    | Indicada  |
| 2020 | Premios Yo Te Corono                | Mejor Artista Latina del 2020 | Ela mesma         | Pendente  |
| 2020 | Latin Music Official Italian Awards | Best Latin New Artist         | Ela mesma         | Pendente  |
| 2020 | Premios Filo News                   | Música                        | Ela mesma         | Pendente  |

## Turnês
- Cráneo & Lasser X Nathy Peluso (2017)
- La Sandunguera Tour (2018-2020)
- Calambre Tour (2021)